# Pokémon Sonne und Mond
Pokémon Sonne und Pokémon Mond sind Videospiele aus der Pokémon-Reihe, die dem Rollenspiel-Genre zugeordnet werden. Die Spiele erschienen in Europa gleichzeitig am 23. November 2016, im Rest der Welt bereits am 18. November 2016, für den Nintendo 3DS. Sie wurden von Game Freak entwickelt, von The Pokémon Company veröffentlicht und von Nintendo vertrieben. Sie bilden zusammen mit Pokémon Ultrasonne und Ultramond, sowie Pokémon: Let’s Go, Pikachu! und Let’s Go, Evoli! die 7. Generation der Pokémon-Rollenspiel-Serie.

## Spielprinzip
In Pokémon Sonne und Mond steuert der Spieler den Protagonisten aus der Vogelperspektive durch die fiktive Region „Alola“, die auf der pazifischen Inselkette Hawaii basiert. Der Spieler fängt und trainiert die in der Welt beheimateten Wesen, genannt Pokémon, und setzt diese im Kampf gegen andere Pokémon ein. Wie für die Pokémon-Reihe üblich gibt es zwei Hauptziele, die es zu erreichen gilt: Das Besiegen der Pokémon-Liga, bestehend aus vier starken Trainern der jeweiligen Region, und das Vervollständigen des Pokédex, durch das Fangen aller Pokémon.
Der Spieler muss wilde Pokémon, die zufällig in der Gegend anzutreffen sind, fangen und kann sie durch den Kampf gegen andere Pokémon trainieren. Daraufhin kann er bis zu sechs gefangene Pokémon in einem rundenbasierten Kampfsystem gegen andere Charaktere, sogenannte Trainer, die ebenso gefangene Pokémon einsetzen, antreten lassen. Dabei spielt die Geschichte in der Region Alola, die aus vier natürlichen und einer künstlichen Insel besteht. Auf jeder der vier Inseln muss er gegen den „Inselkönig“ antreten um Zutritt zur Pokémon-Liga zu erhalten. Dort muss er die Top-Vier besiegen um den Titel „Champ der Pokémon-Liga“ zu erhalten. Diesen Titel muss er erstmals in der Pokémon-Reihe gegen Herausforderer verteidigen.
Pokémon Sonne und Mond unterscheiden sich unter anderem durch die Uhrzeit in der Spielwelt: Die Uhrzeit in Pokémon Sonne wird, von der an der Konsole eingestellten Uhrzeit, übernommen, während in Pokémon Mond die Uhrzeit um zwölf Stunden zeitversetzt ist. Außerdem unterscheiden sich die Spiele durch die anzutreffenden Pokémon: Einige Pokémon sind nur in einer der beiden Editionen anzutreffen und müssen auf die jeweils andere Edition durch Tauschen übertragen werden.

## Entwicklung und Veröffentlichung
Pokémon Sonne und Mond wurden von Game Freak entwickelt. Dabei fungierte Junichi Masuda als Produzent und Shigeru Ohmori als Regisseur. Die Entwicklung der Spiele begann direkt nach der Veröffentlichung von Pokémon Omega Rubin und Alpha Saphir.
Pokémon Sonne und Mond wurden erstmals am 26. Februar 2016 in einer Pokémon Direct angekündigt. Dabei wurden, außer den Namen und Ende 2016 als Veröffentlichungsdatum, keine weiteren Informationen bekanntgegeben. Am 10. Mai 2016 wurden, in einem auf YouTube veröffentlichten Video, weitere Informationen bekanntgegeben: So wurden erstmals die drei Starter-Pokémon, die Region, in der die Spiele handeln, und das Veröffentlichungsdatum bekanntgegeben.
Weltweit, außer in Europa, erschienen die Spiele am 18. November 2016. In Europa erschienen die Spiele erst fünf Tage später am 23. November 2016.

## Pokémon Ultrasonne und Ultramond
Pokémon Ultrasonne und Pokémon Ultramond sind Videospiele aus der Pokémon-Reihe, die dem Rollenspiel-Genre zugeordnet werden. Die Spiele erschienen weltweit gleichzeitig am 17. November 2017 für den Nintendo 3DS. Sie wurden von Game Freak entwickelt, von The Pokémon Company veröffentlicht und von Nintendo vertrieben.
Die Spiele basieren auf Pokémon Sonne und Pokémon Mond und übernehmen sowohl die Spielwelt als auch den Großteil der Charaktere aus Sonne und Mond. Allerdings verfolgen die Spiele eine veränderte Handlung und es sind teilweise andere Pokémon als in den Vorgängern fangbar.
Pokémon Ultrasonne und Ultramond wurden hauptsächlich von jüngeren Entwicklern bei Game Freak entwickelt, während die meisten erfahreneren Entwickler mit der Entwicklung eines Pokémon-Spiels für die Nintendo Switch beschäftigt waren. Trotzdem waren einige erfahrene Entwickler, wie zum Beispiel Shigeki Morimoto, der bereits seit Pokémon Rot und Blau als Entwickler der Pokémon-Reihe für Game Freak arbeitet, an der Entwicklung der Spiele beteiligt.
Pokémon Ultrasonne und Ultramond unterscheiden unter anderem durch eine veränderte Handlung von ihren Vorgängern Sonne und Mond: Während anfangs noch die Story noch der aus den Vorgängern ähnelt unterscheiden sich die Handlungen nach vorangegangener Zeit deutlich. Obwohl die Spiele, wie ihre Vorgänger, in der Region „Alola“ spielen, sind über die sogenannte „Ultrapforte“ Areale erreichbar, die es in Sonne und Mond nicht gab. Außerdem wurden mit Ultrasonne und Ultramond neue Pokémon und Ultrabestien hinzugefügt. Des Weiteren gilt es, neben der aus Sonne und Mond bekannten Verbrecherorganisation „Team Skull“, auch die neue Verbrecherorganisation „Team Rainbow Rocket“ zu bekämpfen und mit dem eingeführten Ultraforschungsteam zu kooperieren.
Pokémon Ultrasonne und Ultramond konnten sich bis zum 30. September 2019 etwa 8,77 Millionen Mal verkaufen.

## Rezeption

### Rezensionen
| Deutschsprachig | Deutschsprachig | Deutschsprachig |
| Publikation     | Wertung         | Version         |
| --------------- | --------------- | --------------- |
| 4Players        | 74 %            | Beide           |
| GamePro         | 90 %            | Sonne           |
| PC Games        | 9/10            | Beide           |
| Internationale  |                 |                 |
| Publikation     | Wertung         | Version         |
| IGN             | 9/10            | Mond            |
| GameSpot        | 8,4/10          | Mond            |
| Famitsu         | 38/40           | Beide           |

Pokémon Sonne und Mond wurden von Kritikern mehrheitlich gelobt: So erreichten die Spiele auf Metacritic eine aggregierte Wertung von 87 %.
Kritisiert wurde an den Spielen vor allem der zu niedrige Schwierigkeitsgrad. Kritiker lobten das Spiel für die schön designte Spielwelt, die engere Bindung zu den eigenen Pokémon und viele sinnvolle Neuerungen im Vergleich zu den Vorgängern.

„Jede Stadt und jede Insel hat ihren völlig eigenen Stil bekommen und überzeugt damit auf ganzer Linie. Ich konnte mich aber am Ende kaum entscheiden wen ich in mein Team nehme, jetzt wo ich mich nicht mehr nach VMs richten muss. […] Ja, es war insgesamt nicht sehr schwer. Aber umso mehr konnte ich es genießen, schließlich musste ich mich kaum über doofe Gegner aufregen und diese wüst beschimpfen.“

„Das Gefühl der Bestätigung, dass man sein Team so gut erstellt und trainiert hat, dass man sogar den stärksten Trainer der Region und später die gesamte Top 4 besiegen konnte […] fehlt bei Pokémon Sonne & Mond, da die stärksten Captains und selbst die Insel-Könige ohne großartige Anstrengung besiegt werden können. Während ich mir anfangs noch richtig Mühe beim Training und der Erstellung des Move-Sets gegeben habe, musste ich im Spielverlauf feststellen, dass all die Mühe vergebens ist. Trotz der Ernüchterung wissen die praktischen Neuerungen wie das Pokémobil, die Anzeige der Effektivitäten und vor allem der strategische Vierer-Kampf Battle Royal zu überzeugen.“

### Verkaufszahlen
Pokémon Sonne und Mond konnten sich in Japan bereits in den ersten drei Tagen 1,9 Millionen Mal verkaufen. In Nordamerika konnten sich die beiden Spiele in weniger als zwei Wochen etwa 3,7 Millionen Mal verkaufen. In Europa dagegen konnten sich die beiden Spiele in weniger als einer Woche bereits 1,5 Millionen Mal verkaufen, davon etwa 370.000 Verkäufe allein in Großbritannien. Damit hatten die beiden Spiele, sowohl in Nordamerika als auch in Europa, die bis dahin erfolgreichste Veröffentlichung eines Nintendo-Spiels.
Bis zum 30. September 2024 konnten sich Pokémon Sonne und Mond etwa 16,33 Millionen Mal verkaufen.